# أميل فاجيه
(1847 -1916)، مؤرخ وناقد أدبي فرنسي، اهتم بدراسة الأدب الفرنسي في القرن السادس عشر، السابع عشر، الثامن عشر، والتاسع عشر وكان لدراسته أثر كبير في بعث أدب في تلك القرون، وإظهار التطور الذي دخل فيها على مر العصور. من أشهر مؤلفاته: «الفزع من المسؤوليات» 1911، و«جان جاك روسو» في الخمس مجلدات (1911 - 1913).

## روابط خارجية
- أميل فاجيه على موقع الموسوعة البريطانية (الإنجليزية)